# Becca și Gașca
Becca și Gașca (titlu original: Becca's Bunch) este un serial animat de televiziune pentru copii făcut din personaje marionete lucrate manual. Premiera a avut loc în Regatul Unit și Irlanda pe 2 iulie 2018, iar în Statele Unite la 24 septembrie 2018. În Europa Centrală și de Est, serialul a avut premiera pe Nick Jr. la data de 4 martie 2019.

## Dublajul în limba română
- Actori: Andreea Istrate, Ion Lucaciu, Claudiu Tonea, Dani Nițu, Ioana Oncică, Tamara Roman.
- Regia: Tudor Dobrescu
- Traducerea și adaptarea: Brenda Baran
- Regia muzicală: Răzvan Mateescu
- Inginer de sunet: Florin Dinu

## Personaje
- Becca - este o pasăre optimistă ce poartă o șapcă roșie din tricot. Ea este liderul și protagonista serialului. Instrumentul ei muzical este chitara.
- Russell (Răzvan) - este o veveriță aventuroasă. Instrumentul lui muzical este toba.
- Sylvia - este o vulpe roz, și inteligentă. Ea poartă o geantă pe umăr care conține obiecte pe care gașca le foloseau uneori în aventurile lor. Instrumentul ei muzical este un pian.
- Pedro - este un vierme cu ochelari de frică. Instrumentele lui muzicale sunt un microfon și o tamburină.
- Benny și Shelly - sunt fratele și sora lui Becca. Ei sunt încă în ouă, deși membrele lor ies în afară și sunt capabili să meargă.
- Moms - este mama lui Becca. Ea este văzută uneori zburând cu un avion.
- Pops - este tatăl lui Becca.
- Unchiul Ned - este unchiul lui Pedro.
- Ringo - este o broască țestoasă care este șofer de autobuz.
- Primarul Ladymaus - este primarul Pădurei Codiță.
- Barry - este un mic iepuraș.
- Lola - un iepure care este mama lui Barry.
- Casper și Jasper - sunt frați și sunt oarecum rivali ai grupului.
- Beatrice - este un bursuc, care este prieten cu Casper și Jasper.
- Gill - este un pește mare.
- Steven Se'Gull - este un pescăruș. El este salvamarul de pe plajă.
- John Wolfenstein - este un lup gri, care este o personalitate radio a Pădurei Codiță.
- Mr. Nugget - este un pui, care este cel mai bun prieten și coleg al lui John Wolfenstein. Spre deosebire de celelalte personaje, el nu vorbește, ci doar "chic".
- MJ - este un mare elan.
- Buck - este un castor de clădire.

## Producție și difuzare
Serialul este o producție a JAM Media. În iunie 2018, a fost anunțat că Becca și Gașca va avea premiera pe 2 iulie 2018 în Regatul Unit și Irlanda la Nick Jr. Pe 19 septembrie a aceluiași an, a fost anunțat că serialul va avea premiera în Statele Unite pe 24 septembrie 2018 pe Nick Jr.. Serialul a fost vândut și pentru difuzare pe ABC Kids în Australia, KiKa în Germania, CBC Kids în Canada și France Télévisions. Becca și Gașca constă din 52 de segmente de unsprezece minute. Serialul s-a încheiat pe 12 decembrie 2018 în Regatul Unit și Irlanda, iar în Statele Unite pe 7 mai 2019.